# وكالة الأمن والاستخبارات العسكرية (كرواتيا)
وكالة الأمن والاستخبارات العسكرية (بالكرواتية: Vojna sigurnosno-obavještajna agencija)‏، VSOA) هو جهاز الأمن والاستخبارات التابع للقوات المسلحة الكرواتية. أنشئت الوكالة بموجب قانون عام 2006 بشأن نظام الاستخبارات الأمنية لجمهورية كرواتيا. يٌعين ويٌعزل مدير الوكالة بقرار مشترك من رئيس كرواتيا ورئيس وزراء كرواتيا.

## أنظر أيضا
- وكالة الأمن والاستخبارات (SOA)
- العسكرية الكرواتية